# Ouled Riyah
Ouled Riyah là một đô thị thuộc tỉnh Tlemcen, Algérie. Dân số thời điểm năm 2002 là 3.973 người.